# Smicridea murina
Smicridea murina är en nattsländeart som beskrevs av Mclachlan 1871. Smicridea murina ingår i släktet Smicridea och familjen ryssjenattsländor. Inga underarter finns listade i Catalogue of Life.